# Rotberto
Rotberto o Rotbertus (fl. 902) fu vicecomes della contea di Asti nel 902, sotto la dominazione Anscarica.
Non si conoscono i conti, dopo Odelrico, per circa mezzo secolo.
Il visconte Rotberto compare quale reggente della contea di Asti all'inizio del X secolo. Poche sono le notizie a suo carico.
Il Codex diplomaticus Langobardiae nel 902 cita la moglie del visconte, Franca Emelda, che fa una donazione alla Chiesa di Asti.
Nel documento, Emelda risulta essere proprietaria di alcuni coltivi ed appezzamenti nella zona occidentale della città nelle frazioni di Solio e Sessant. 
La carta, inoltre, indica i due vassalli di Autberto: Ubaldus ed Andrea. 
La donazione venne effettuata a Monteglo (forse Montecchio, presso Cisterna d'Asti).
Bordone ipotizza che questa località sia il luogo in cui risiede il visconte.